# A (banda)
A é uma banda de rock alternativo fundada em Leeds, Inglaterra, em 1995, por três irmãos: Adam, Giles e Jason Perry. Após lançarem seu último álbum, Teen Dance Ordinance, A entrou em um período de inatividade, mas anunciou a sua volta em 2008. Estiveram em uma turnê com os The Wildhearts recentemente.

## Discografia

### Álbuns
- How Ace Are Buildings (1998)
- 'A' vs. Monkey Kong (1999)
- Hi-Fi Serious (2002)
- Teen Dance Ordinance (2005)

### EP
- Rockin' Like Dokken (2001, EP)

### Album Ao Vivo
- Exit Stage Right (2000, ao vivo)

### Singles
- "5 in the Morning" - 1996
- "Bad Idea" - 1997
- "Number One" - 1997
- "Foghorn" - 1998
- "Number One (Re-lançamento)" - 1998
- "Sing-A-Long" - 1998
- "Summer on the Underground" - 1998
- "Old Folks" - 1999
- "I Love Lake Tahoe" - 1999
- "Nothing" - 2002
- "Starbucks" - 2002
- "Something's Going On" - 2002
- "Good Time" - 2003
- "Rush Song" - 2005
- "Better Off With Him" - 2005